# Arxipèlag de l'Emperadriu Eugènia
L'arxipèlag de l'Emperadriu Eugènia (en rus: Архипелаг императрицы Евгении, Arxipelag Imperatritsi Evgenii), sovint simplement anomenat com l'arxipèlag d'Eugènia, és una cadena d'illes del golf de Pere el Gran, al mar del Japó.
Administrativament, les illes formen part de la ciutat de Vladivostok. La població el 2005 era de 6.810 habitants.

## Geografia
L'arxipèlag consta de cinc gran illes: Russki, Popova, Rikorda, Reineke i Xkot, i un gran nombre d'illes menors, entre les quals hi destaquen les illes Helena i Uxi. Un grup d'illots, farallons i roques (Kekurov) acaben de completar l'arxipèlag.
L'illa més gran és l'illa de Russki, que ocupa dos terços de l'àrea total de l'arxipèlag. L'illa està ubicada immediatament al sud de Vladivostok, separada de la Península de Muraviov-Amurski per l'estret del Bòsfor oriental. El 2012, s'acabà la construcció del pont Russki, el qual uneix l'illa amb la ciutat de Vladivostok. El 2013, un nou campus de la Universitat Federal de l'Extrem Orient fou inaugurat a l'illa de Russki. Les illes de Xkot i Russki estan connectades entre sí per un estret istme que forma un pont terrestre durant el temps de marea més baixa.
L'altura més alta de l'arxipèlag és de 291,2 metres, al turó Russki de l'illa de Russki.

## Història
Les illes foren descobertes per mariners francesos i anglesos a principis de la dècada de 1850 i foren batejades en honor de l'emperadriu francesa Eugènia de Montijo, esposa de Napoleó III.
El 1858, l'arxipèlag fou explorat per primer cop per mariners russos del vaixell de vapor "Amèrica", sota les ordres del comandant Ievfimi Vassílevitx Putiatin. El 1859, el vaixell va prosseguir els seus treballs de recerca, juntament amb el clíper rus "Strelok". El mateix any, es va publicar el primer mapa rus del golf de Pere el Gran, en el qual les illes hi foren parcialment incloses.
El 1862, l'arxipèlag fou examinat en detall per l'expedició del tinent coronel del cos de navegants navals Vassili Matvèevitx Babkin. El nom actual de gairebé totes les illes prové d'aquesta expedició. El 1865, es va publicar un mapa complet del golf de Pere el Gran, en el qual l'arxipèlag hi apareixia completament traçat.
A partir del segon terç del s. XIX, durant el període soviètic, a causa de motius polítics el nom de l'arxipèlag va caure en desús i deixà de ser mencionat en els mapes geogràfics de Rússia.
Diverses edicions denominaren l'arxipèlag com "illes ubicades al sur de l'illa Russki". No obstant, a partir de mitjans dels anys 1990 el nom original fou reprès. En el registre de noms geogràfics internacionals a partir de 1994, el conjunt de les illes és denominat arxipèlag Eugènia.

## Galeria d'imatges

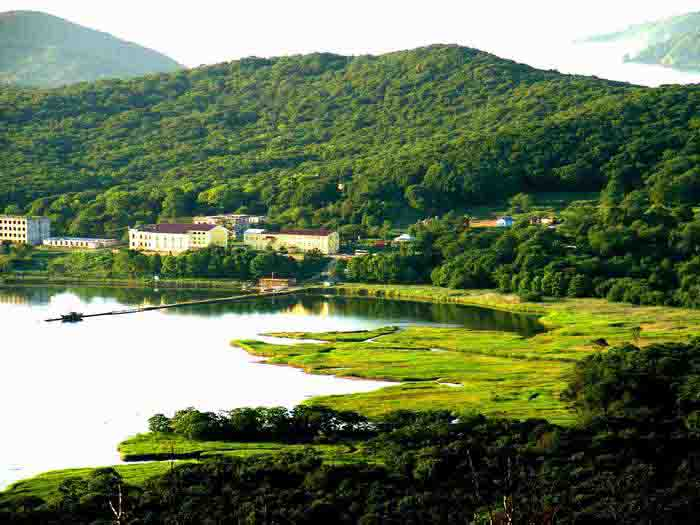
Illa Russki
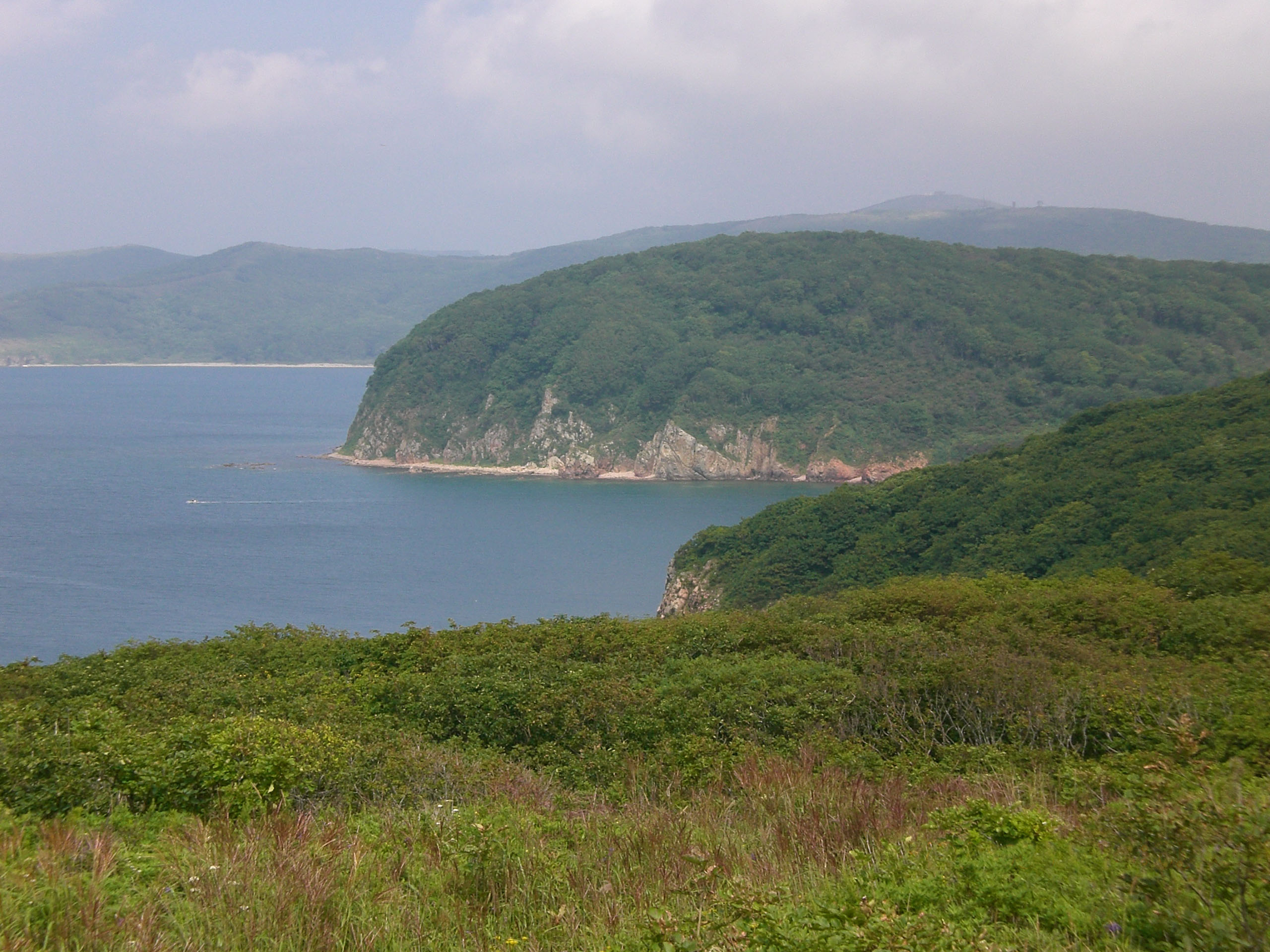
Illa Xkot
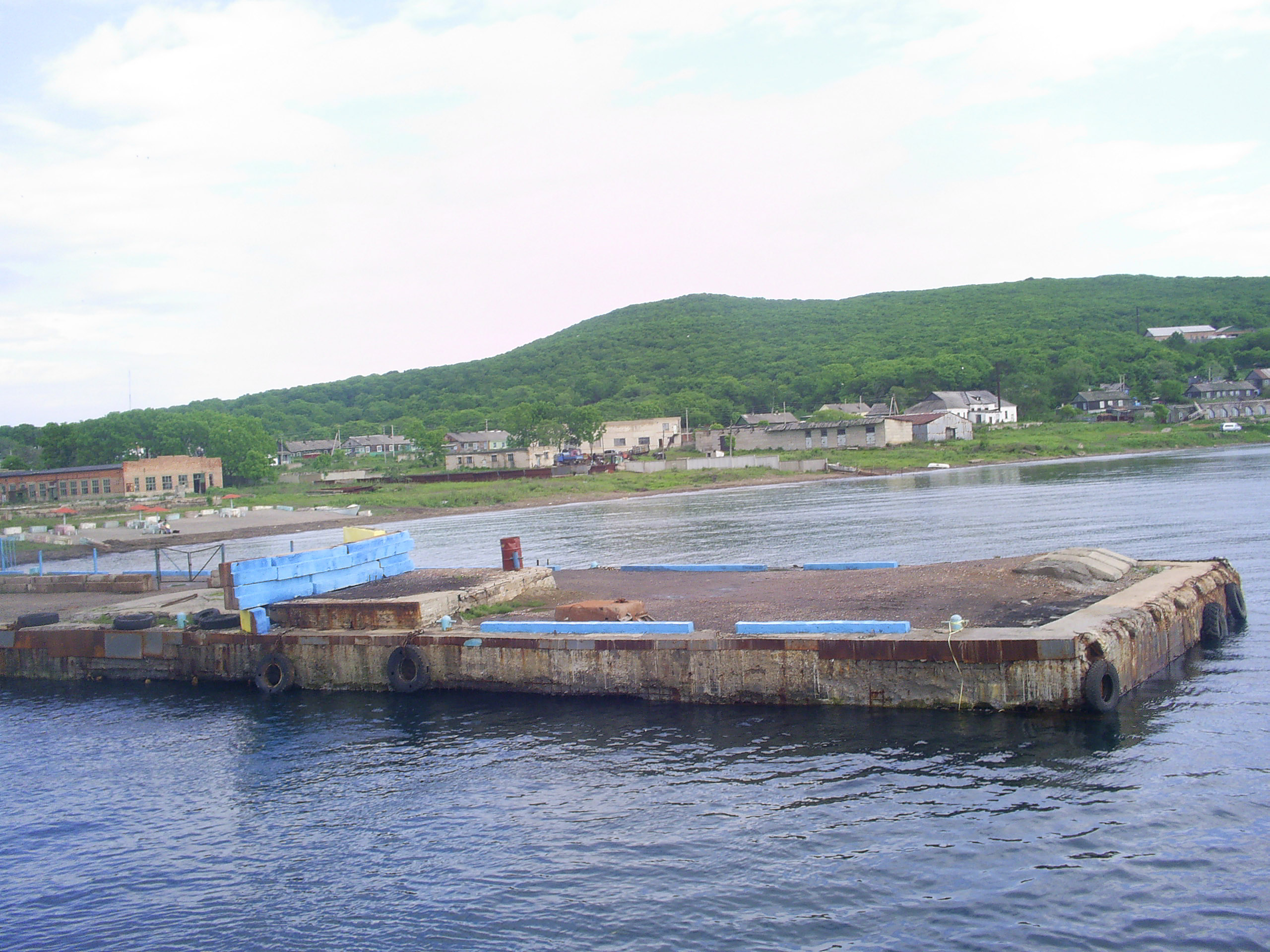
Illa Popov
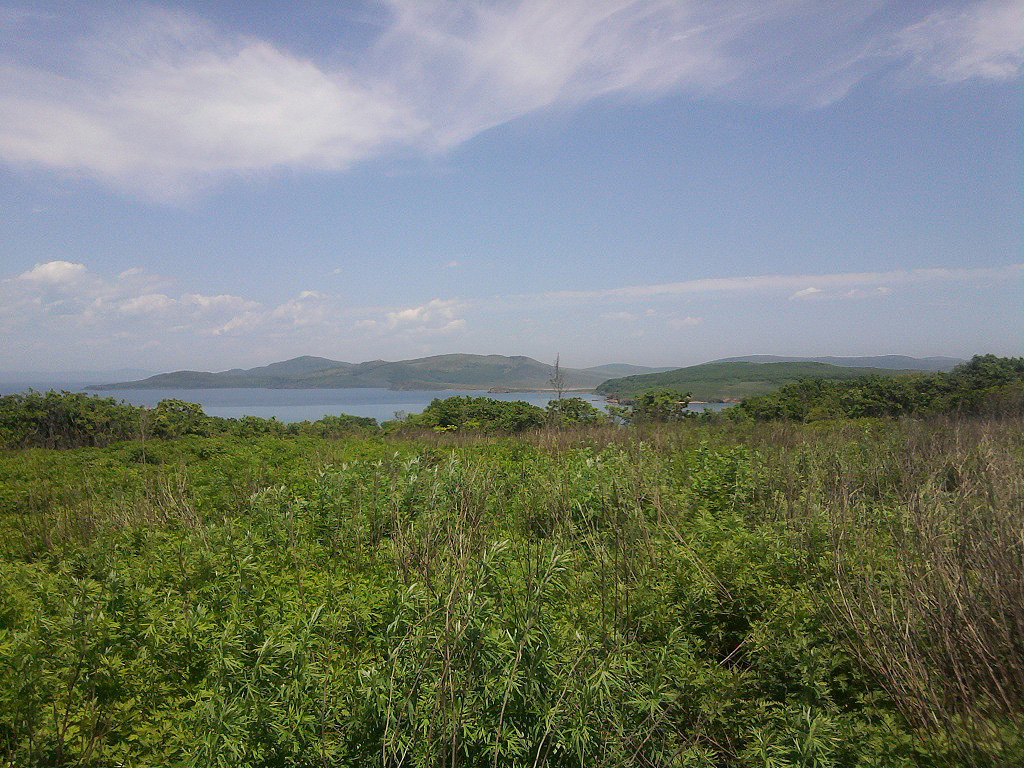
Illa Reineke
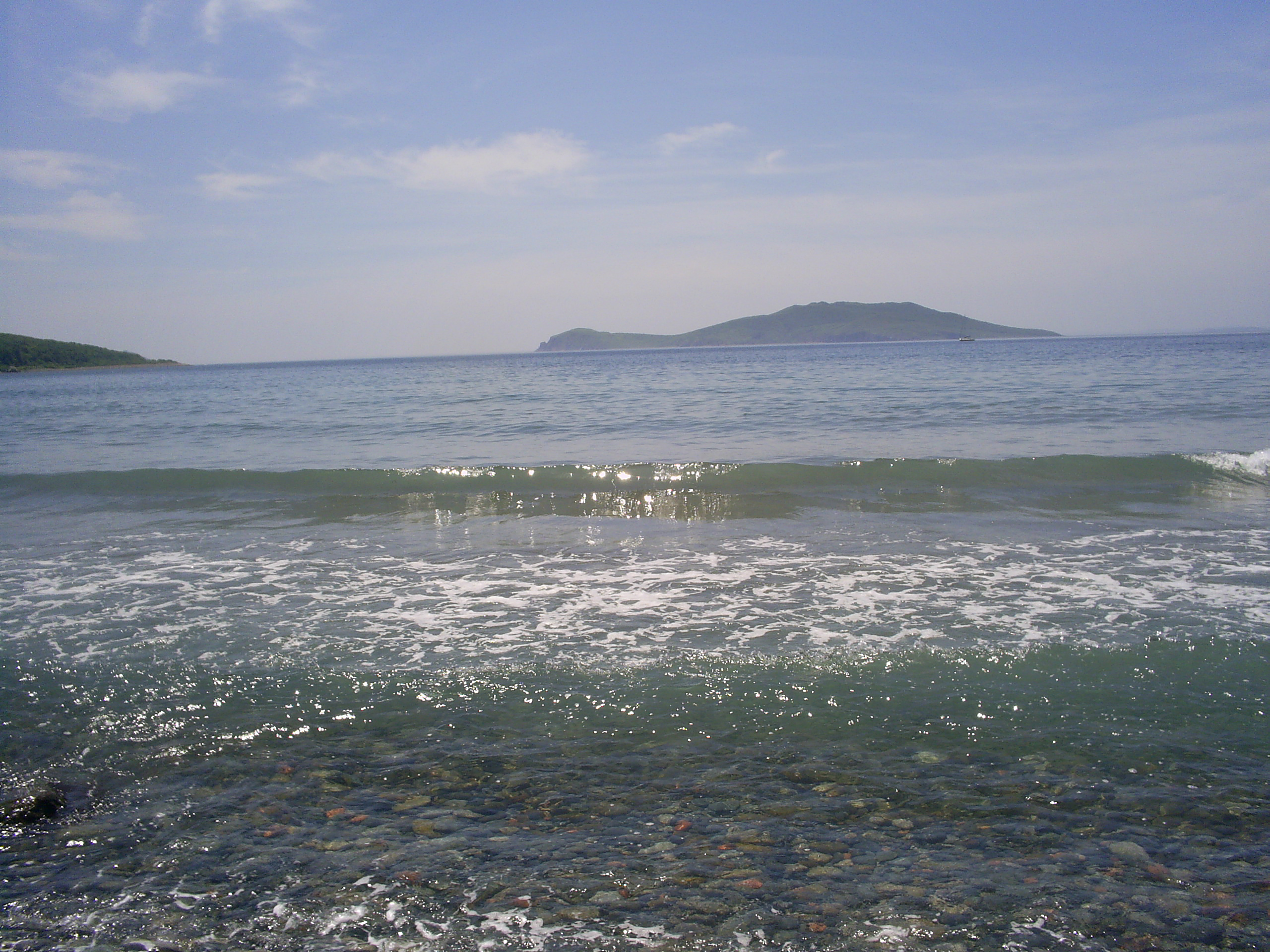
Illa Rikord